# Jack McBain
Jack McBain (Toronto, Ontario, 6 de enero de 2000) es un jugador profesional canadiense de hockey sobre hielo que se desempeña en la posición de centro en Arizona Coyotes, equipo de la National Hockey League (NHL).

## Carrera
Fue seleccionado en la tercera ronda en la NHL Entry Draft de 2018. En 2021 hizo su debut profesional con el equipo Arizona Coyotes, donde lleva jugando tres temporadas.